# Jay Ryan
Jay Bunyan, más conocido como Jay Ryan (Auckland, 29 de agosto de 1981), es un actor neozelandés.
Famoso por haber interpretado a Jack Scully  en la serie Neighbours, a William Webb en la serie Sea Patrol, a Kevin en Go Girls, a Vincent Keller en la serie Beauty & the Beast y a Ben Hanscom en It: Capítulo dos.

## Biografía
Jay sale con la directora y escritora maorí Dianna Fuemana (originaria de Auckland-Nueva Zelanda), la pareja le dio la bienvenida a su primera hija juntos, Eve Bunyan, en abril del 2013.

## Carrera cinematográfica
Ha participado en varias series de televisión y teatro. Comenzó su carrera en la serie infantil Scallywag Pirates. 
En 1998 apareció en la serie Young Hércules, y un año después en Xena: la princesa guerrera.
Ha aparecido en cortometrajes como Bleeders, The Rookie y Junkyard. 
En el 2002 se unió a una de las exitosas series australianas Neighbors donde interpretó a Jack Scully, hasta el 2004. También apareció en series como The Tribe, Being Eve donde interpretó a Sam Hooper, y en la película Superfire. Un año después apareció en la película de fantasía You Wish.
En el 2007 se unió al elenco de la serie Sea Patrol, donde interpretó al entusiasta, ingenioso, tenaz e impresionable marinero William "Spider" Webb, hasta el 2009. Mientras se encontraba filmando una escena para el episodio Heart of Glass, junto a su compañera Kirsty Lee Allan, quedaron atrapados en un remolino potencialmente mortal en aguas infestadas de tiburones.
En el 2009 se unió al elenco principal de la serie Go Girls donde interpretó a Kevin, hasta la cuarta temporada. Jay también fue el narrador de las primeras cuatro temporadas.
En el 2011 apareció como personaje recurrente en la segunda temporada de la serie Offspring donde interpretó al doctor Fraser King. Ese mismo año apareció como invitado en dos episodios de la serie Terra Nova donde dio vida a Tim Curran, un asesino y exmiembro de la seguridad de Terra Nova.
En marzo del 2012 Jay se unió al elenco principal de la serie estadounidense Beauty & the Beast donde interpreta a Vincent Keller, un soldado que es sometido a un experimento que sale mal y lo convierte en una bestia cuando se molesta, en la serie comparte créditos con la actriz Kristin Kreuk como la detective Catherine Chandler, a la que Vincent rescató cuando era joven.
En el 2013 apareció en la serie Top of the Lake donde dio vida a Mark Mitcham, uno de los hijos de Matt Mitcham (Peter Mullan).
En el 2017 forma parte del elenco de la serie canadiense Mary Kills People.
En el 2018 se confirmó su participación en It Chapter Two como la versión adulta de Ben Hanscom.

## Filmografía completa

### Cine
| Año  | Título         | Rol         | Notas        |
| ---- | -------------- | ----------- | ------------ |
| 2002 | Superfire      | Dennis      | Cortometraje |
| 2003 | You Wish!      | Charles     | Cortometraje |
| 2008 | Mockingbird    | Joel        | Cortometraje |
| 2008 | Bleeders       | Finn        | Cortometraje |
| 2009 | Franswa Sharl  | Sonny       | Cortometraje |
| 2010 | Lou            | Cosmo       |              |
| 2019 | It Chapter Two | Ben Hanscom |              |

### Televisión
| 2018            | Fighting Season            | Sgt Sean Collins             | 6 episodios - miniserie               |
| 2017 - presente | Mary Kills People          | Ben Wesley / Joel Collins    | 12 episodios                          |
| 2012 - 2016     | Beauty & the Beast         | Vincent Keller               | 70 episodios                          |
| 2013            | Top of the Lake            | Mark Mitcham                 | 6 episodios - miniserie               |
| 2009 - 2012     | Go Girls                   | Kevin                        | 46 episodios                          |
| 2011            | Terra Nova                 | Guardia Tim Curran           | 3 episodios                           |
| 2011            | Offspring                  | Dr. Fraser King              | 6 episodios                           |
| 2010            | Legend of the Seeker       | Alastair                     | episodio "Eternity"                   |
| 2007 - 2009     | Sea Patrol                 | Marinero Billy "Spider" Webb | 39 episodios                          |
| 2005            | Interrogation              | Oficial Dean Salmon          | 3 episodios                           |
| 2002 - 2005     | Neighbours                 | Jack Scully                  | 197 episodios                         |
| 2002            | Being Eve                  | Sam Hooper                   | 4 episodios                           |
| 2002            | The Tribe                  | Blue                         | 2 episodios: # 4.38 y # 4.39          |
| 1999            | Xena: la princesa guerrera | Zortis                       | episodio "Fallen Angel"               |
| 1998            | Young Hercules             | Cadete                       | episodio "Keeping Up with the Jasons" |

## Teatro
| Obras de teatro | Obras de teatro                              | Obras de teatro | Obras de teatro       | Obras de teatro           | Obras de teatro     |
| Año             | Título obra                                  | Rol personaje   | Director              | Teatro                    | Notas               |
| --------------- | -------------------------------------------- | --------------- | --------------------- | ------------------------- | ------------------- |
| 2008            | The Packer                                   | -               | Jeremy Lindsay Taylor | Old Fitzroy Theatre       | -                   |
| -               | A Street Car Named Desire                    | -               | -                     | Auckland Theatre          | -                   |
| 2005            | Aladdin                                      | -               | -                     | Churchill Theatre Bromley | -                   |
| -               | His Life, Times and Current Medical Problems | -               | -                     | -                         | junto a John Cleese |

## Premios y nominaciones
| Año  | Categoría                    | Premio      | Serie      | Resultado |
| ---- | ---------------------------- | ----------- | ---------- | --------- |
| 2003 | Most Popular New Male Talent | Logie Award | Neighbours | Nominado  |